# Monument national de la seconde bataille de la Marne
Pour un article plus général, voir Sites funéraires et mémoriels de la Première Guerre mondiale (Front Ouest).
Le monument national de la seconde bataille de la Marne est un monument commémoratif de la Première Guerre mondiale réalisé par Paul Landowski, érigé dans la plaine de Chalmont sur le territoire de la commune d'Oulchy-le-Château, dans le département de l'Aisne, à l'endroit précis où se décida le sort de la seconde bataille de la Marne en 1918. Ce monument comprend la sculpture Les Fantômes, un groupe lié monumental réalisé aussi par le sculpteur français Paul Landowski (1875-1961).

## Historique
En novembre 1919, Landowski reçoit la commande de l'État de réaliser un projet en plâtre d'un monument. Landowski le dénomme Les Morts, bien que celui-ci présente déjà des fantômes, préférés à des gisants. Ce groupe en granit obtient une médaille d'honneur en 1923 au Salon des artistes français. Plusieurs lieux seront étudiés pour l'implantation du monument : Verdun, puis l'ossuaire de Douaumont, et enfin la butte de Chalmont à Oulchy-le-Château, qui vit les Allemands se replier, en particulier le 28 juillet 1918. La commande officielle est passée en juillet 1926.

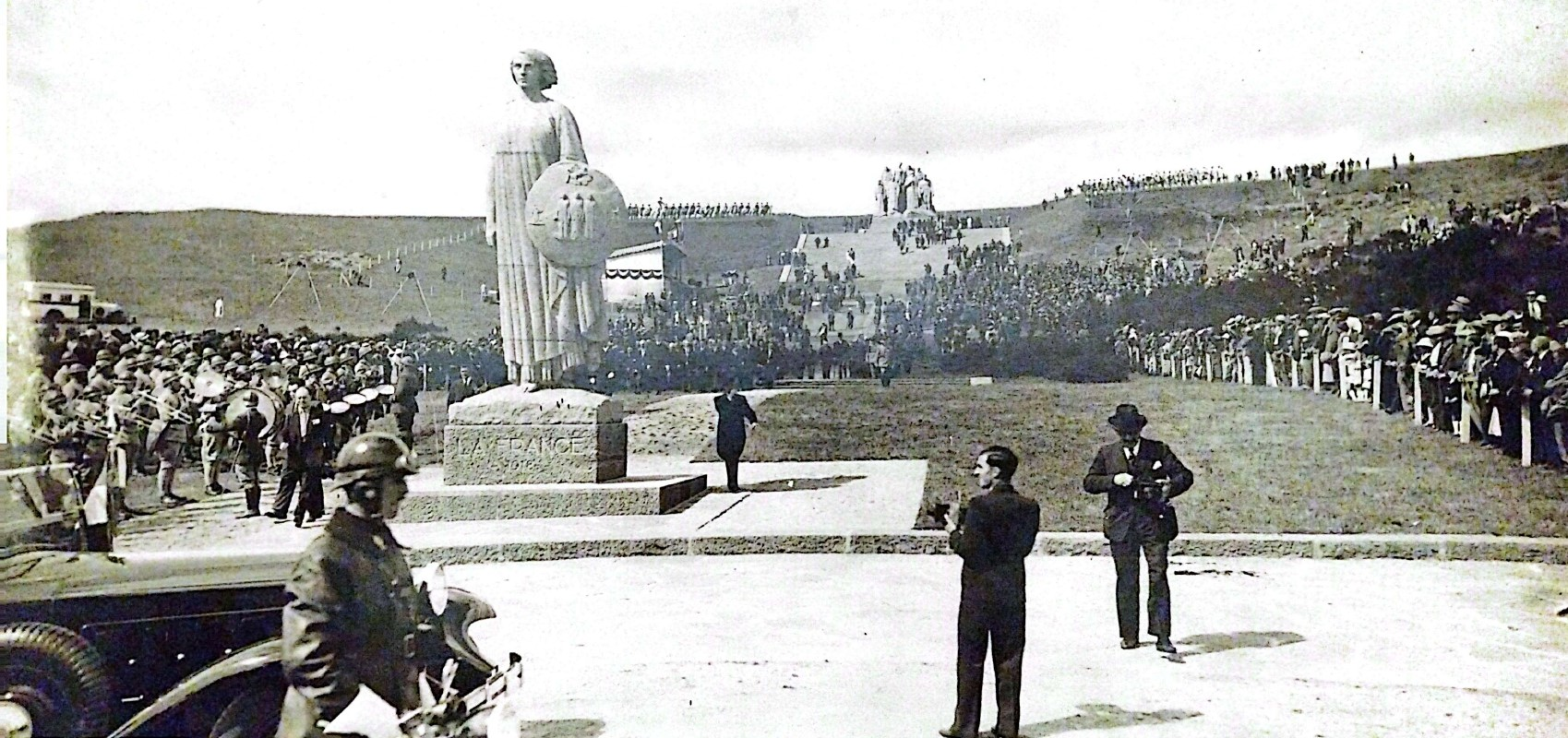
Inauguration du monument.

Ce sont les Anciens Combattants eux-mêmes qui choisirent le lieu où devait s'élever le monument. Celui-ci a été classé au titre des monuments historiques en 1934 avant son achèvement, ce qui est tout à fait inhabituel, et il a été inauguré le 21 juillet 1935 par le président de la République, Albert Lebrun.
La sculpture Les Fantômes est une propriété de l'État, elle fait l’objet d’un classement au titre des monuments historiques depuis le 31 juillet 1934.

## Caractéristiques
Ce monument est érigé à la mémoire des soldats morts ou disparus pendant la seconde bataille de la Marne de 1918. Il se dresse sur la butte de Chalmont à près de 155 mètres d’altitude. Sa construction a été financée par une souscription nationale.
Pour ce mémorial, Landowski a composé une double sculpture exprimant l'ambiguïté de la victoire de la France et de ses alliés dans cette guerre : La France et Les Fantômes.
Le monument est composé de trois ensembles, les sculptures sont l’œuvre de Paul Landowski :
- à l'entrée, une statue de La France, symbolisée par une femme portant un bouclier rond ;  La France symbolise la victoire et l'espoir, son bouclier a protégé le pays : « elle est la sœur de Sainte Geneviève […] Elle avance toute droite sans un geste […] La seule arme qu'elle porte est défensive. C'est le bouclier portant les trois déesses qui font la devise de la France, Liberté, Égalité, Fraternité […][3] » ;

- derrière la statue de la France, une série de quatre fois quatre marches symbolise les quatre années de guerre ; elles conduisent au groupes sculpté situé en haut de la butte ;

- au sommet de la butte, haut de huit mètres, le groupe sculpté, Les Fantômes, représente huit hommes, les yeux fermés, cherchant leurs camarades disparus ; ces Fantômes sont symbolisés par une jeune recrue, un sapeur, un mitrailleur, un grenadier, un soldat colonial, un fantassin, un aviateur et le spectre de la mort sortant de son linceul.

De chaque côté de la statue représentant la France, se trouvent deux stèles sur lesquelles est gravée une inscription qui relate l'histoire des combats de juillet 1918.

« Le 15 juillet 1918, l'ennemi engage la bataille en Champagne contre les IVème, Vème et VIème armées - Le 17, ses efforts sont brisés de Château-Thierry à l'Argonne. A l'aube du 18 juillet, entre Nouvron et la Marne, les Xème et Vème armées s'élancent à l'assaut sur le flanc de l'ennemi, atteignent le soir le front Pernant-Torcy, progressent sans arrêt les jours suivants et enlèvent la butte de Chalmont (25 et 26 juillet), succès décisif qui repousse l'ennemi sur les plateaux du Tardenois. Il tente en vain de résister au nord de l'Ourcq - combats du Grand-Rozoy - il est rejeté sur la Vesle. Soissons est délivré, 30 000 prisonniers et un matériel considérable sont capturés. Le front est raccourci de 50 km, la voie Paris-Chalons rétablie, la menace contre Paris levée. Après trois semaines de durs combats, auxquels participèrent des divisions américaines, britanniques et italiennes, la seconde bataille de la Marne se terminait victorieusement. L'initiative des opérations passait aux mains des alliés. »

## Descriptif et symbolisme des Fantômes
« Ces morts je les relèverai » : c'est la promesse de Paul Landowski en 1916, alors qu'il participe à la Première Guerre mondiale qui se déroula de 1914 à 1918. Cette guerre a mis en jeu plus de soldats, provoqué plus de décès et causé plus de destruction matérielle que toute guerre antérieure. Plus de 60 millions de soldats y ont pris part,. Pendant cette guerre, environ neuf millions de personnes sont tuées et environ huit millions deviennent invalides,.
La sculpture est érigée en haut de la butte de Chalmont, à Oulchy-le-Château. C'est un groupe lié en granit constitué de sept soldats et d'un jeune homme nu, hauts de 8 mètres. Chaque soldat incarne une arme : une jeune recrue, un sapeur, un grenadier, un colonial, un mitrailleur, un fantassin et un aviateur. Ils ont les yeux clos et sont légèrement inclinés comme se relevant de leur linceul. Les sept fantômes entourent et protègent l'homme nu, jeune martyr protégé par ses aînés revenus de la mort.

## Galerie

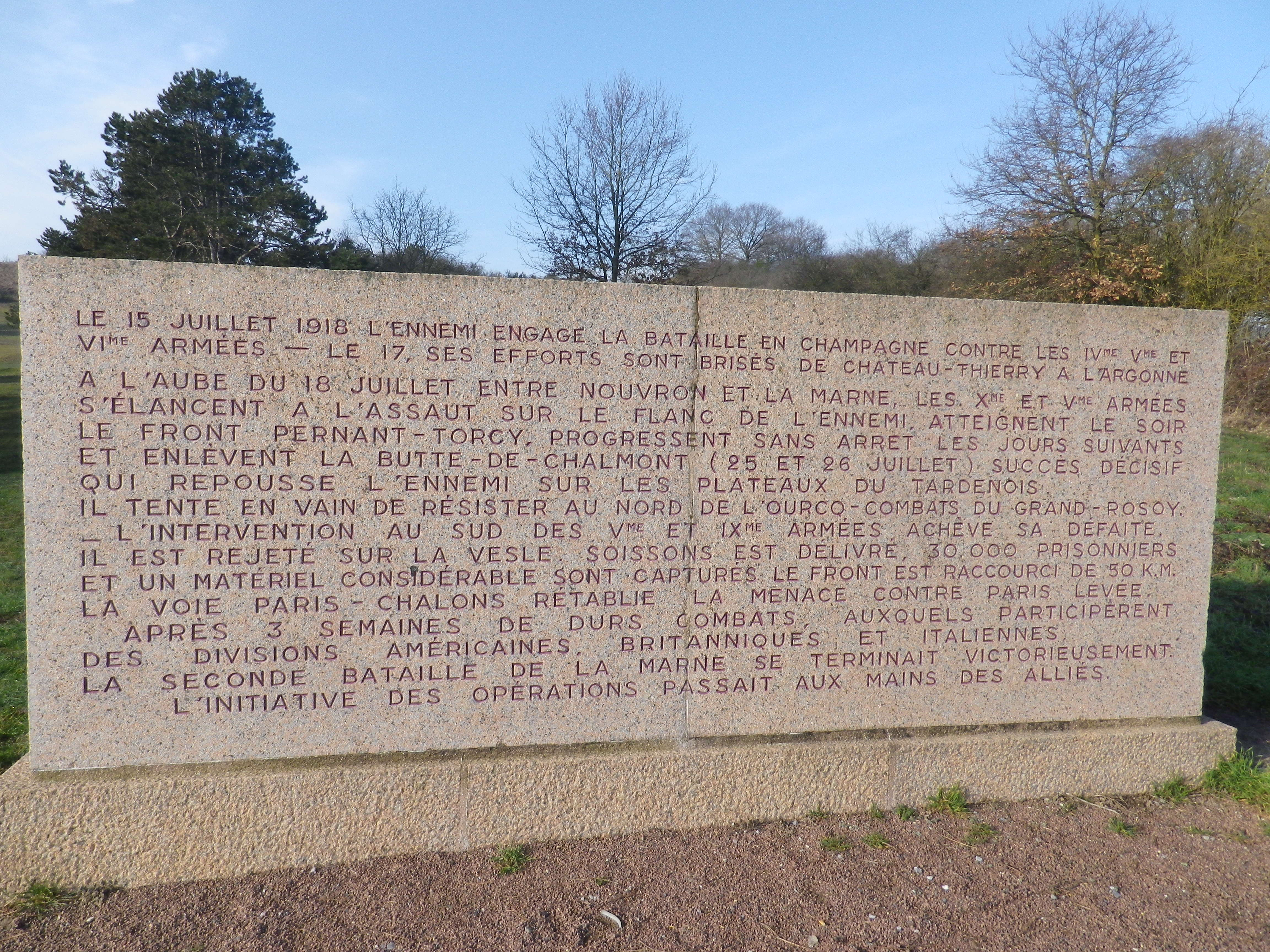
Stèle rappelant les faits
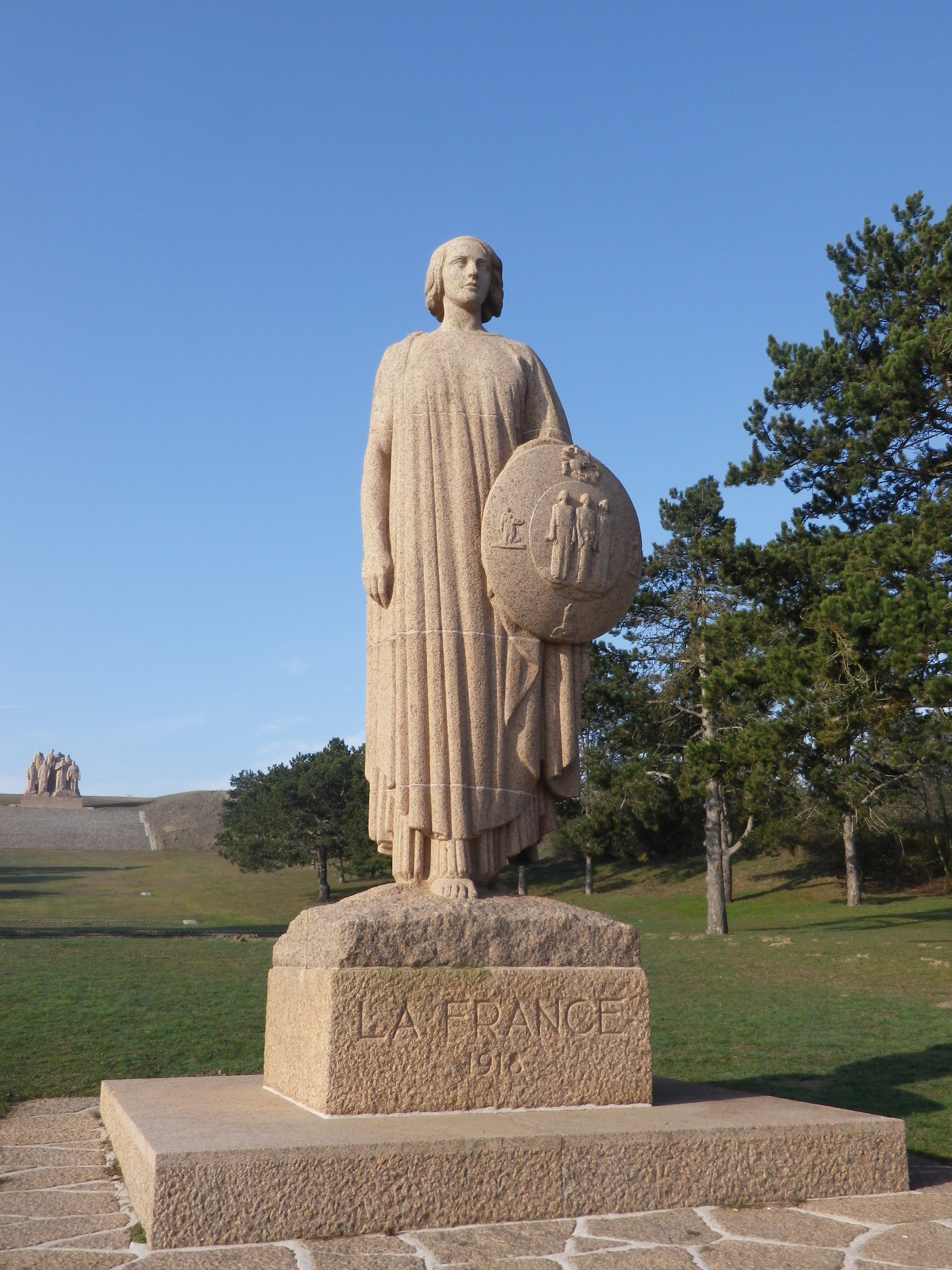
La France (vue de face)
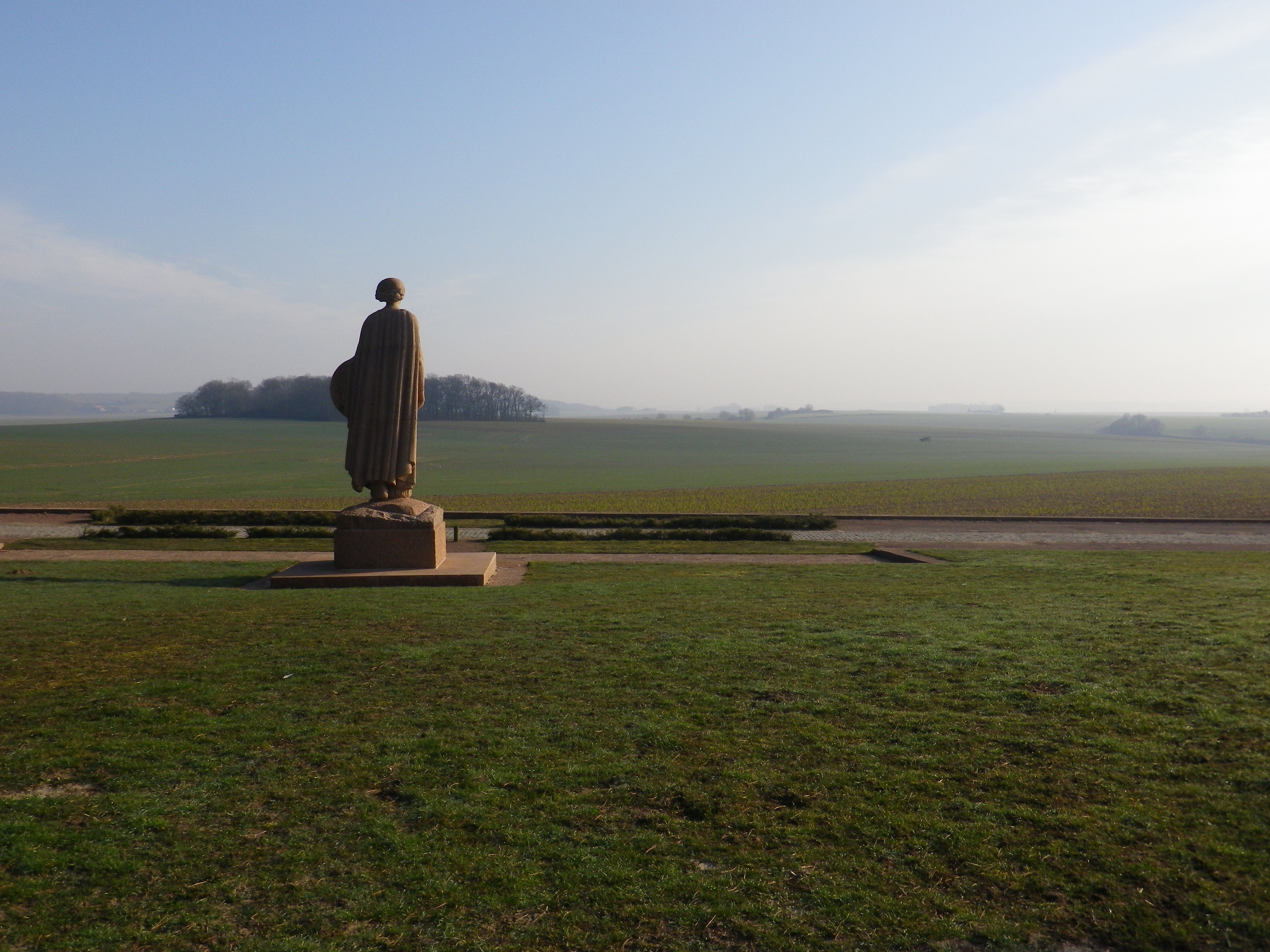
La France (vue de dos)
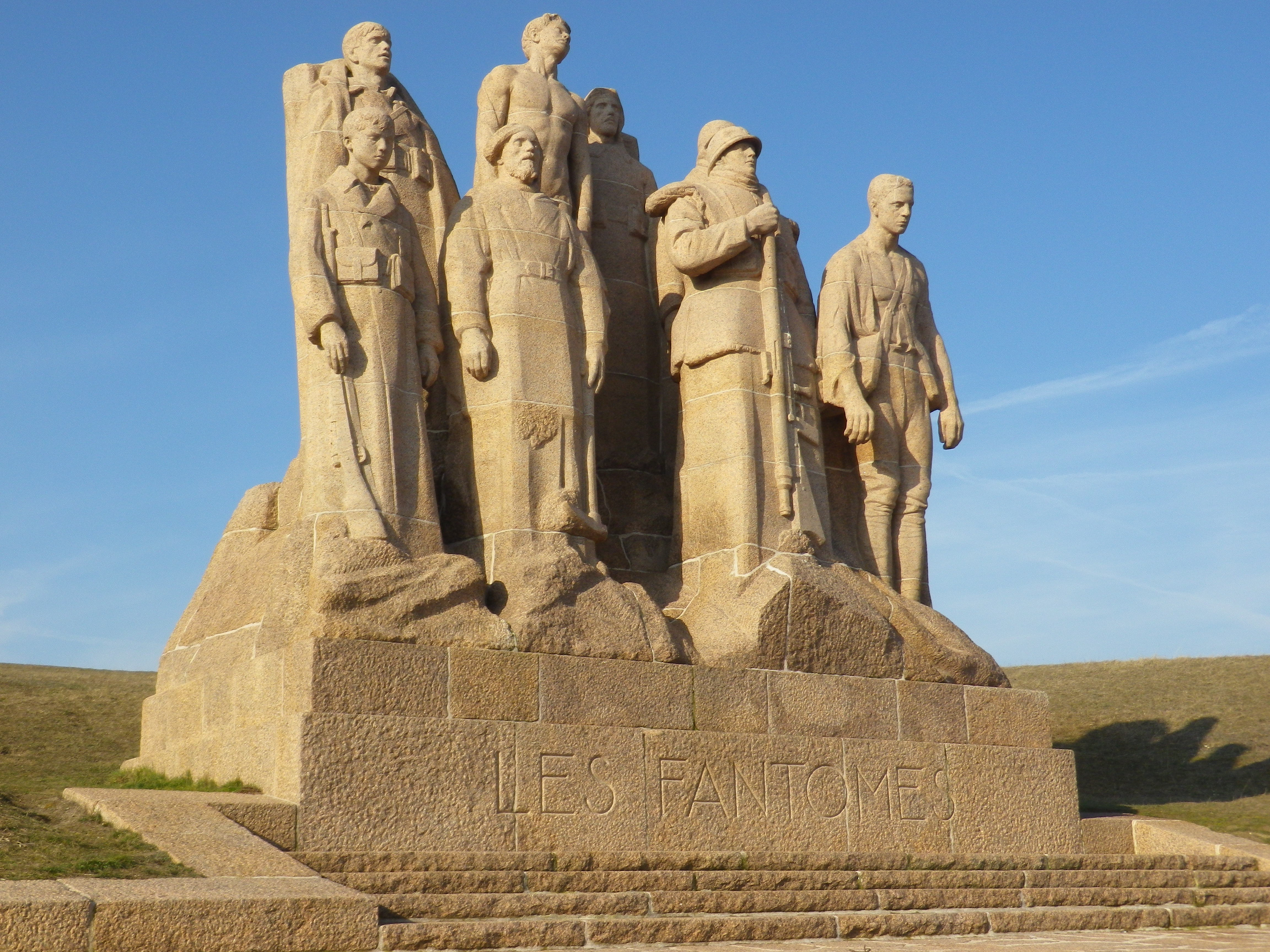
Les Fantômes, groupe sommital
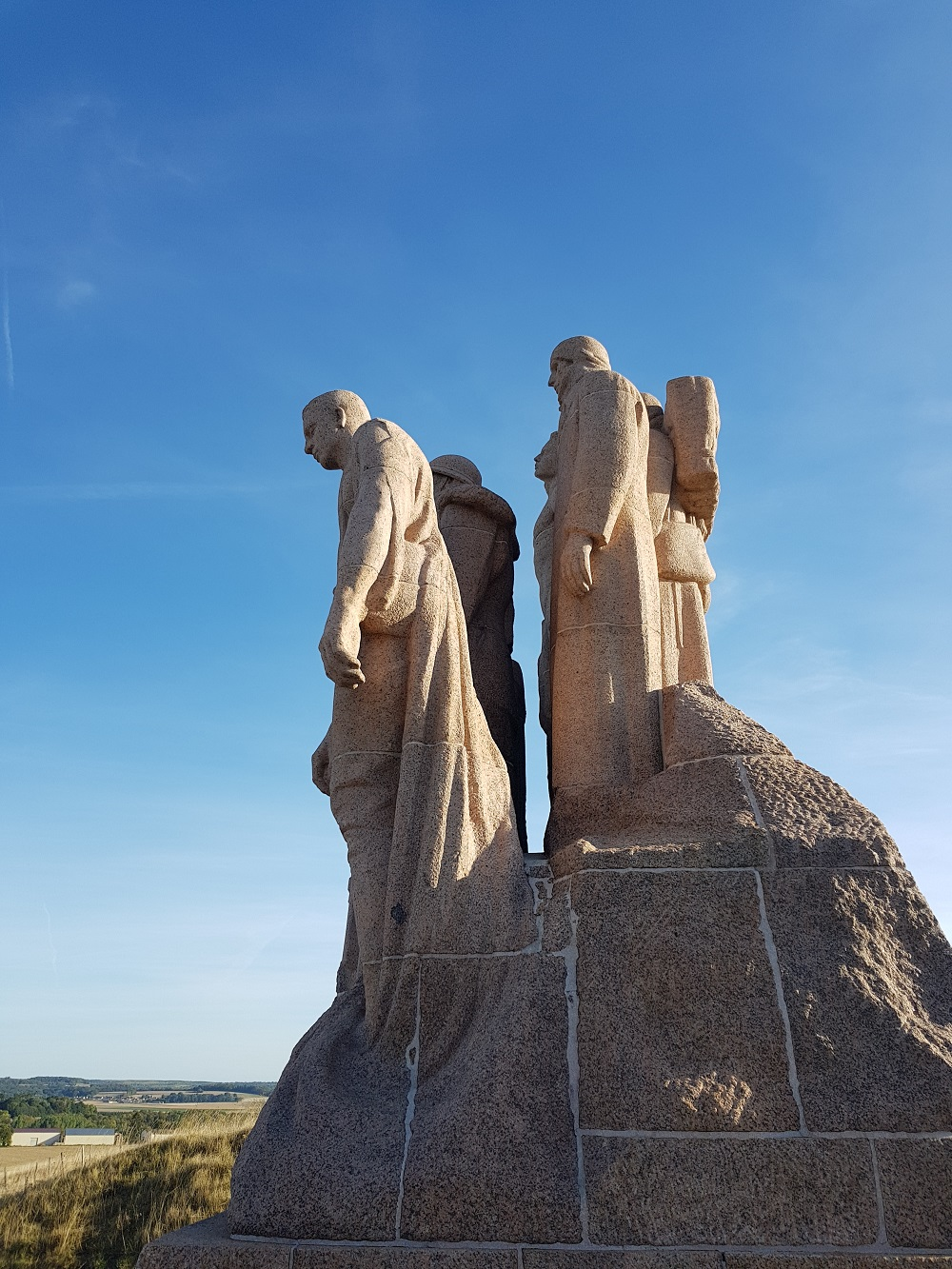
Les Fantômes, vue de côté
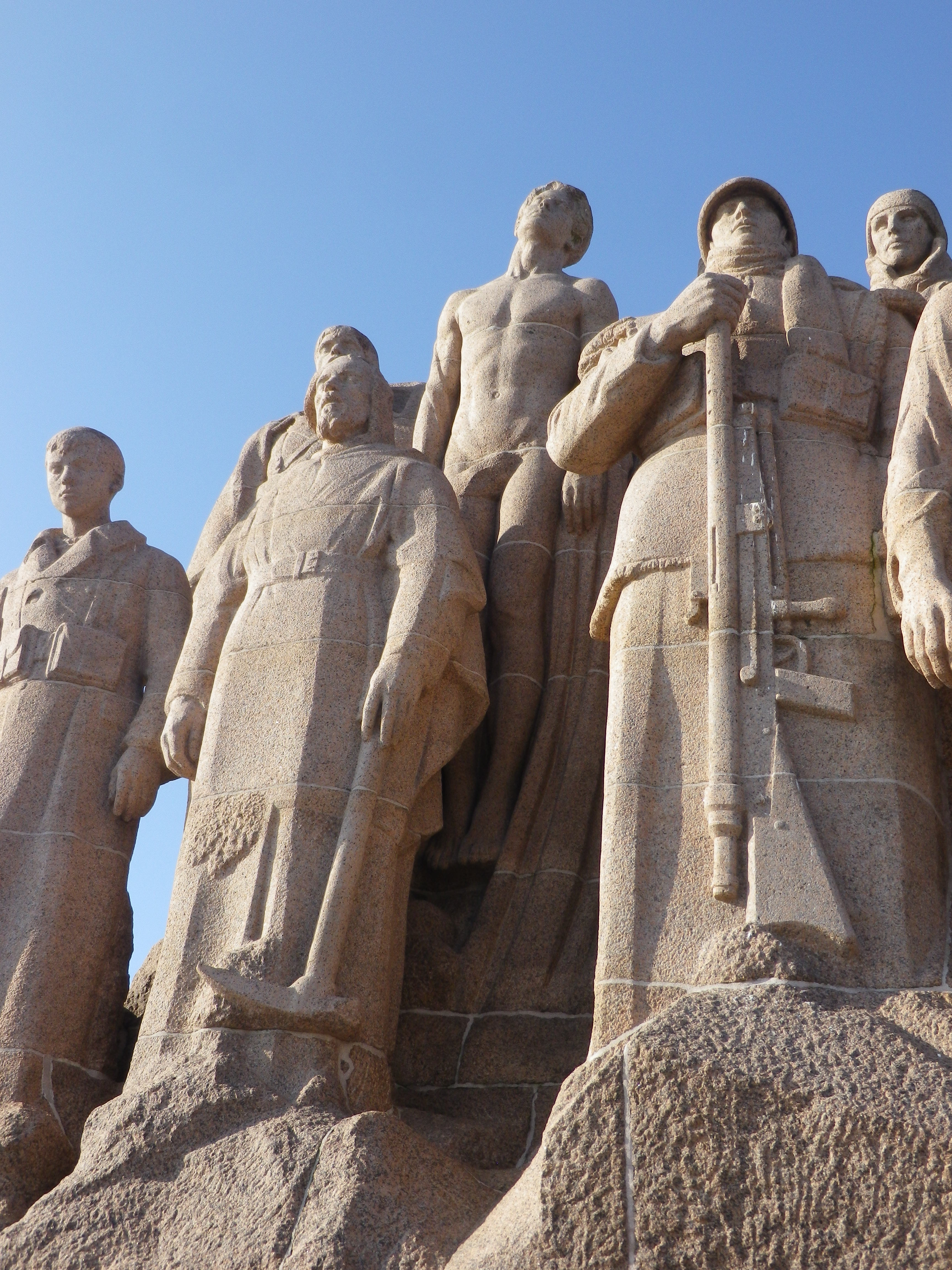
Les Fantômes (détail : le jeune martyr)
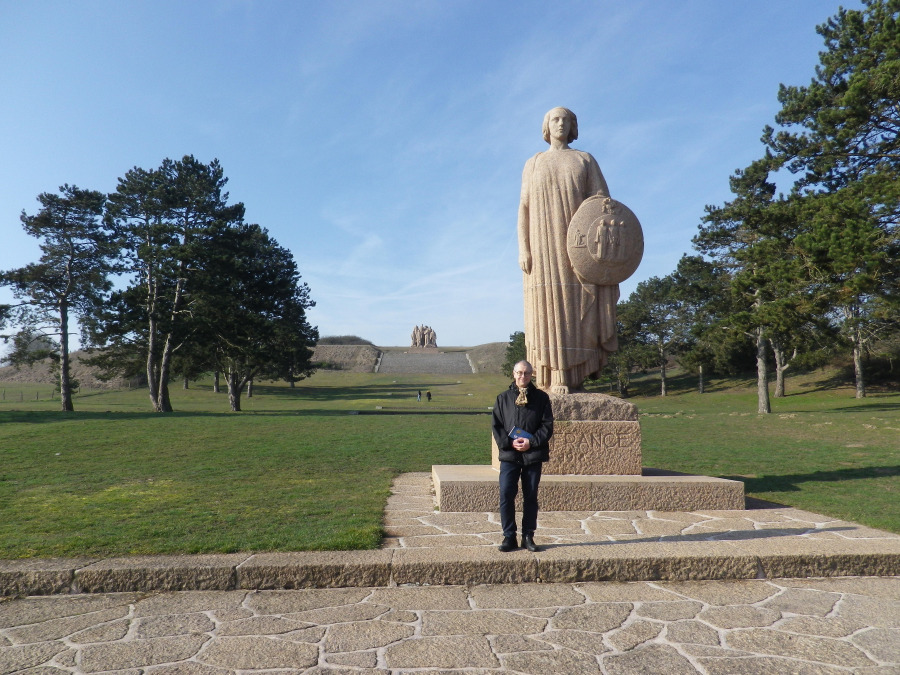
Les Fantômes, aperçu des dimensions

## Commémoration
- Un spectacle commémoratif a été organisé sur le site en août 2008.